# (73510) 2002 UQ
(73510) 2002 UQ – planetoida z pasa głównego asteroid okrążająca Słońce w ciągu 5,66 lat w średniej odległości 3,18 j.a. Odkryta 22 października 2002 roku.